# Bryum chryseum
Bryum chryseum là một loài Rêu trong họ Bryaceae. Loài này được Mitt. mô tả khoa học đầu tiên năm 1869.